# Josef Matyáš z Thun-Hohensteinu
Josef Matyáš hrabě z Thun-Hohensteinu (německy Joseph Matthias Graf von Thun-Hohenstein, 24., nebo 25. února 1794, Praha – 24. září 1868, Salcburk) byl česko-rakouský šlechtic z rodu Thun-Hohensteinů. Patřil k výrazným osobnostem českého společenského života v první polovině 19. století, vlastenec, president Královské české společnosti nauk, podporovatel Národního muzea, působil také jako politik, člen panské sněmovny rakouské říšské rady.

## Život

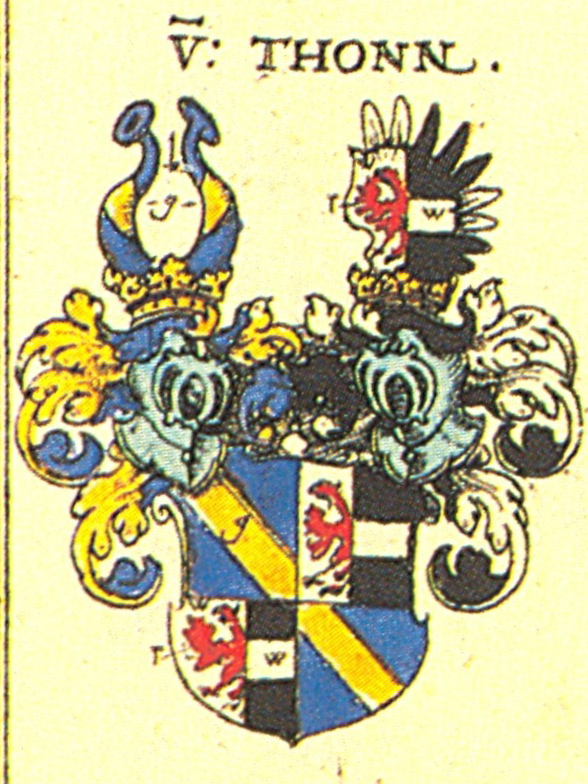
Rodový erb Thun-Hohensteinů

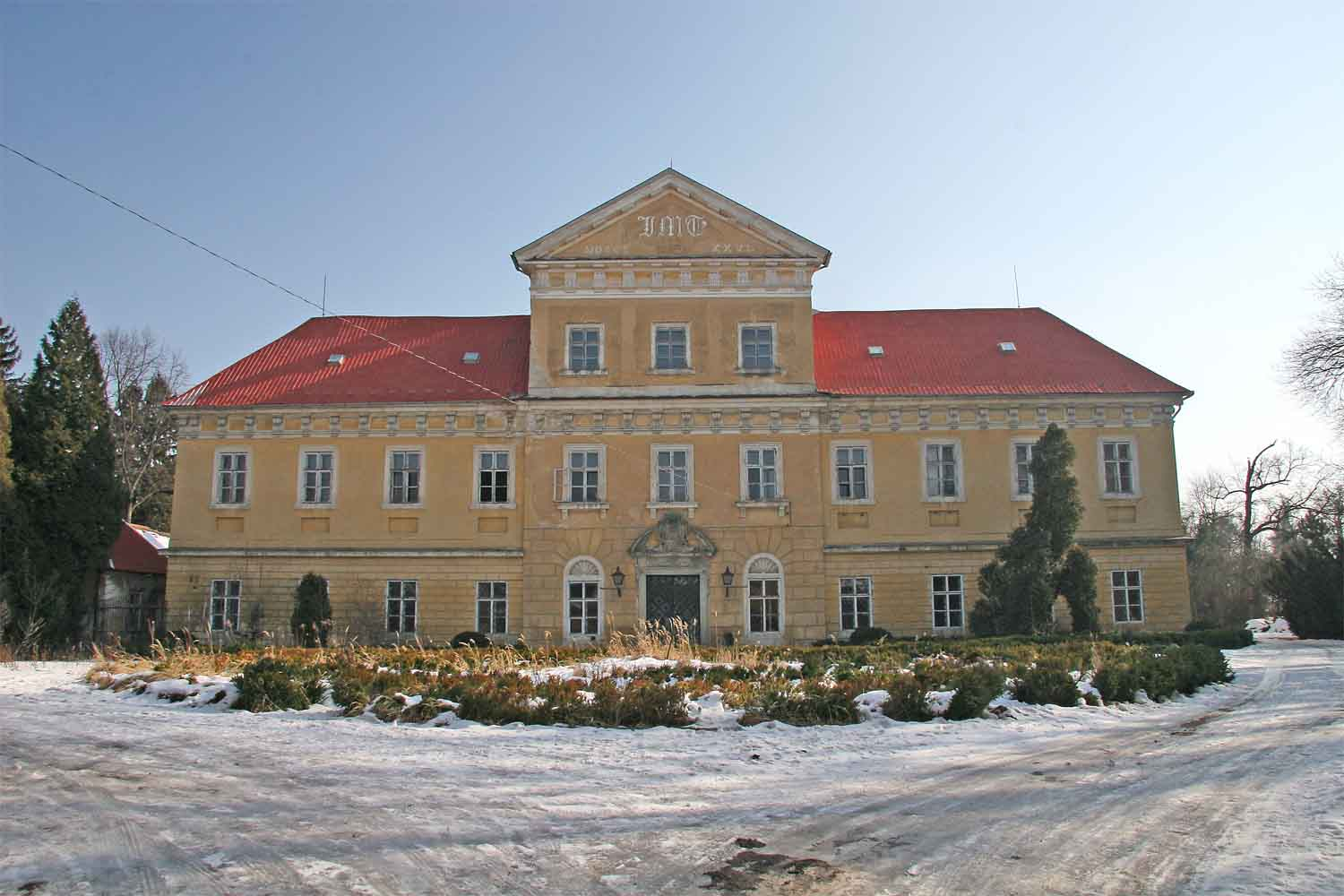
Zámek v Žehušicích

Narodil se v Praze jako nejstarší syn hraběte Josefa Jana Antonína (1766–1809) z majorátní kláštereckých větve Thunů a jeho manželky Josefy, rozené hraběnky ze Schrattenbachu. Jeho mladší bratr Karel z Thun-Hohensteinu (1803-1876) byl polní zbrojmistr a c.k. tajný rada.
Většinu dětství strávil Josef Matyáš ve Vídni. Navštěvoval kadetskou dělostřeleckou školu a v roce 1809 vstoupil do císařské armády. V roce 1811 ve věku 17 let byl jmenován poručíkem 2. dělostřeleckého pluku, nicméně ten brzy opustil, neboť žádný z velitelů mu vzhledem k jeho věku nechtěl svěřit jednotku. V letech 1813 až 1815 se účastnil tažení jako důstojník hulánského pluku arcivévody Karla. Po uzavření míru odešel z armády a trvale se usadil v Čechách, věnoval se správě svého majetku a pěstování vědy.
Pečlivě se věnoval správě svých rozsáhlých panství a ke svým poddaným se choval laskavě, pomáhal jim v jejich potřebách, a těšil se všeobecné úctě.
Nechal také empírově (či klasicistně) přestavět původně barokní zámek v Žehušicích. Autorem projektu přestavby mohl být stavitel František Pavíček. Dokončení úprav dokládá, spolu se jménem investora, letopočet 1826 uvedený ve štítu rizalitu. Při úpravách byla postavena také mohutná klasicistní brána a založena ojedinělá oboru bílých jelenů. Po obou jejích stranách stojí na západní straně areálu budovy určené původně k ubytování služebnictva
Kromě toho patřil k výrazným osobnostem českého společenského života v první polovině 19. století, kromě aktivit na poli kultury a vědy se věnoval i politice a jeho pražský palác se stal jedním z proslulých center odporu proti vídeňskému centralismu. V roce 1848 byl pak členem Národního výboru. O výborné znalosti českého jazyka svědčí u Josefa Matyáše fakt, že do němčiny přeložil Královédvorský rukopis.

### Manželství a rodina
Ve věku 22 let se se oženil se svou sestřenkou Františkou, dcerou hraběte Antonína z benátecké a poběžovické linie Thunů. Manželé měli tři syny:
- Josef Osvald (1817–1883), dědičný člen rakouské panské sněmovny
- Kvido (1823–1904), poslanec Říšské rady a velkopřevor maltézského rytířského řádu.
- Zikmund Ignác (1827–1897), státní úředník, zastával funkce místodržitele na Moravě a v Salcburku.